# Кева (филм)
Кева (енгл. Ma) амерички је психолошки хорор филм из 2019. године, у режији Тејта Тејлора, по сценарију Скотија Ландеса. Главне улоге глуме: Октејвија Спенсер, Џулијет Луис, Дајана Силверс, Кори Фогелманис и Лук Еванс. Прати групу тинејџера који се спријатеље са усамљеном женом средњих година. Она им дозволи да праве забаве у њеном подруму, али касније почиње да их прогони. Продуцирао га је Џејсон Блум преко своје продукцијске куће Blumhouse Productions, уз Тејта Тејлора и Џона Нориса.
Филм је настао због жеље Тејлора да режира филм о „нечему сјебаном” и Спенсерове која је желела да глуми улогу која би се разликовала од досадашњих. Тејлор и Спенсерова су дугогодишњи пријатељи, а претходно су радили на филмовима као што су Служавке и Џејмс Браун: Пут ка врху. Године 2018. Тејлор и Blumhouse Productions су започели с развојем филма, док је Тејлор потписан за режију, Лендес за сценарио, Блум за продукцију и Спенсерова за главну улогу. Снимање је почело у фебруару 2018. а завршено је у марту 2018. у Мисисипију, док су поједини делови снимљени у Начезу.
Приказан је 31. маја 2019. у САД, односно 13. јуна у Србији. Добио је помешане рецензије критичара, који су похвалили глуму Спенсерове, али су критиковали темпо, неостварени потенцијал и приказ мушких тинејџера. Зарадио је 61,2 милиона долара наспрам буџета од 5 милиона долара. Преко интернета је стекао статус култног филма.

## Радња
Сју Ен је жена која живи мирним и повученим животом у малом граду у Охају. Једнога дана, тинејџерка Меги, која се тек доселила у град, замоли Сју Ен да купи алкохол за њу и њене другове и Сју Ен то доживи као шансу да стекне нове, младе пријатеље. Она нуди тинејџерима могућност да пију алкохол а да после не возе до куће тако што их позива у свој подрум. Али, постоје одређена правила: једно увек мора остати трезно, нема псовања, никад не улазити у кућу и обраћати јој се са „Кева”. Али Кевина љубазност почиње да прелази у опсесију, па сан о добром проводу постаје ноћна мора ових тинејџера. Кевин подрум од најбољег места у граду постаје најстрашније место на свету.

## Улоге
| Глумац            | Улога                  |
| ----------------- | ---------------------- |
| Октејвија Спенсер | Сју Ен „Кева” Елингтон |
| Дајана Силверс    | Меги Томпсон           |
| Макејли Милер     | Хејли                  |
| Кори Фогелманис   | Енди Хокинс            |
| Џулијет Луис      | Ерика Томпсон          |
| Лук Еванс         | Бен Хокинс             |
| Ђани Паоло        | Чаз                    |
| Данте Браун       | Дарел                  |
| Миси Пајл         | Мерседес               |
| Танјел Вејверс    | Џини Елингтон          |
| Алисон Џени       | др Брукс               |
| Доминик Берџес    | Стју                   |
| Хедер Мари Пејт   | Ешли                   |
| Тејт Тејлор       | полицајаџ Грејнџер     |
| Виктор Тирпен     | Пјетро Крејмер         |
| Маргарет Феган    | Стефани                |